# Pina (pel·lícula)
Pina és una pel·lícula de dansa en 3D de 2011 dirigida pel director alemany Wim Wenders. El repartiment l'integra la plantilla de la companyia de dansa contemporània alemanya Tanztheater Wuppertal creada per la coreògrafa Pina Bausch, a qui la pel·lícula està dedicada.
La pel·lícula va ser presentada a la 61a edició del Festival de Cinema de Berlín fora de competició.
Durant la preparació del documental sobre Pina Bausch, la coreògrafa alemanya va morir sobtadament i Wim Wenders es va veure obligat a cancel·lar el projecte, fins que els ballarins de la companyia Tanztheater Wuppertal el van convèncer perquè tirés endavant la pel·lícula igualment. El resultat final són un conjunt d'escenes on els ballarins parlen sobre Pina Bausch i dansen en el seu honor, tant al teatre com sobretot en diversos espais exteriors que substitueixen el clàssic l'escenari.

## Argument
La pel·lícula està composta per diversos extrets de les coreografies més notables de Pina Bausch, interpretades per la companyia de ballarins del Tanztheater Wuppertal (teatre de dansa de Wuppertal) dirigida per Pina Bausch, la qual escassament apareix a la pel·lícula a causa de la seva sobtada defunció durant els treballs de rodatge.
Les quatre coreografies principals pertanyen als ballets Le Sacre du printemps, Cafè Müller (en referència a un cafè de la ciutat alemanya de Solingen, prop de la qual va créixer Pina Bausch), Kontakthof i Vollmond. Aquests extrets són complementats amb fragments d'entrevistes i d'altres danses i coreografies que van ser filmades en diferents indrets de Wuppertal i els seus voltants. Per exemple, un dels inusuals escenaris per a les coreografies el constitueix la Wuppertaler Schwebebahn.
Al primer ballet, Le Sacre du printemps, l'escenari està cobert amb una densa capa de torba, gairebé de l'alçada dels turmells, que dificulta poder portar a terme moviments amb l'agilitat pròpia d'un ballarí. És l'espai escènic escollit per a una escena en la qual una jove ha de morir sacrificada al déu de la Primavera.
La següent coreografia, Café Müller, descriu un indret que Pina Bausch freqüentava molt sovint de petita, per comprar dolços. Decorat austerament amb cadires de fusta i taules de cafè, una ballarina vestida de blanc entra al local seguida de dues altres dones, una de les quals és clarament invident. El mobiliari de l'escenari esdevé un obstacle que entorpeix l'avanç de les ballarines i dos homes apareixen de cop per retirar els entrebancs. Finalment, la ballarina invident i un dels homes es troben cara a cara, mentre que una altra ballarina intenta abraçar repetidament un dels homes, però cada cop relliscant en l'intent.
Kontakthof és una coreografia intergeneracional que té per objectiu descriure l'"idil·li" en una escola de dansa de principi del s. XX. L'escena està composta per una mescla de ballarins de totes les edats que il·lustra la diferent agilitat i capacitat de moviment de cada uns dels ballarins.
A la darrera coreografia, Vollmond, diversos ballarins dansen en un minimalista escenari inundat d'aigua, que conté només una roca i diverses cadires.
La pel·lícula acaba amb un final obert en el qual, a tall de processó, els espectadors són acompanyats pels actors a través d'un camí estret en una regió minera com a teló de rerefons.

## Al voltant de la pel·lícula
El 1985 Wim Wenders va descobrir el ballet Café Müller i va quedar captivat per la coreografia. El primer reencontre entre el cineasta alemany i Pina Bausch va donar pas a una llarga amistat entre els dos artistes que va obrir les portes al salt a la pantalla gran de l'art de Pina Bausch. Això no obstant, Wenders va ser sempre conscient de les limitacions del cinema i no va ser fins al 2007, amb la descoberta de la pel·lícula tridimensional U2 (sobre el grup de rock irlandès U2), que Wenders va quedar convençut de les possibilitats que la nova tècnica digital li oferien per captar els moviments, gestos, paraules i música de l'art de la coreògrafa. Va ser així com va néixer el projecte entre Wenders i Bausch.
El projecte inicial consistia a dirigir la pel·lícula en 3D amb l'estreta col·laboració de Pina Bausch i els primers rodatges van començar el setembre de 2009. Això no obstant, la sobtada defunció de la coreògrafa el 30 de juny va provocar que Wenders hagués de capgirar per complet la idea inicial del projecte i la pel·lícula es va acabar convertint en un homenatge pòstum a Pina Bausch.
La pel·lícula va ser presentada el 13 de febrer de 2011 a la 61a edició del Festival de Cinema de Berlín fóra de competició.
A Catalunya, la pel·lícula va ser estrenada el 30 de setembre de 2011.

## Ús de la tècnica 3D en la pel·lícula[7][8]
La tècnica emprada en aquesta pel·lícula és la del 3D, tècnica que fins aquest moment gairebé només s'emprava en pel·lícules animades de Hollywood. Wim Wenders decideix realitzar aquesta pel·lícula en 3D per poder mostrar l'art peculiar de Pina Bausch (protagonista de la pel·lícula), poder sentir el seu moviment, els seus gestos i el seu llenguatge propi de la manera més propera possible, tot trencant amb la idea d'un espectador passiu, per tal de transportar-lo al regne dels ballarins i permetre-li veure la pel·lícula des de dins del propi escenari, tot compartint la realitat dels ballarins. La idea de rodar la seva pel·lícula en 3D se li va ocórrer arrel del visionat de la pel·lícula U2-3D al festival de Canes el 2007.
“Solo así, con la inclusión de la dimensión del espacio podría animarme (y no solo animarme) a llevar a la pantalla el teatro-danza de Pina en una forma apropiada”, afirma Wenders.
L'ús del 3D en aquesta pel·lícula, una tècnica que encara comportava molts problemes (sobretot en el moviment dels actors i la captació realista de l'espai), va suposar un repte per Wenders. 

Alain Derobe, un dels pioners en l'àrea del 3D europea, va ajudar Wenders en el rodatge, aportant els seus complexes prototips estereogràfics, uns aparells fets a mà. Derobe també va desenvolupar una plataforma especial pel rodatge en directe, tipus de rodatge que requereix una intensa preparació i planificació de l'equip. Aquesta plataforma contenia la càmera estereoscòpica per l'enregistrament en 3D i estava muntada sobre una grua que seguia els ballarins de prop per tal de crear la sensació de profunditat i apropar l'espectador a l'espectacle intern de la pel·lícula.
"En Pina las colocamos (las cámaras) entre los bailarines. La cámara literalmente baila con ellos. Eso obligaba a cada miembro del equipo a lidiar con la coreografía. Todo el equipo tenía que saber exactamente los movimientos de los bailarines para que la cámara pudiera seguirlos sin entorpecer en ningún momento”. Alain Derobe.
Wim Wenders també va comptar amb l'ajuda de François Garnier com a supervisor de 3D, qui respecte al projecte de Wenders afirma que:
"La danza es, por naturaleza, un movimiento en el espacio, no hay un método mejor que la tecnología 3D para mostrarla. El 3D permite ofrecer todo el espacio, toda la acción, y todo el movimiento. La sensación física es mucho más poderosa que cualquier reflexión intelectual."
Finalment, el fet que un dels grans cineastes com és Wim Wenders s'interessi per la tècnica del 3D en una de les seves pel·lícules atorga un gran reconeixement a aquesta nova tècnica, en constant desenvolupament, nascuda als inicis del segle xx.

## Repartiment
- Pina Bausch
- Dominique Mercy
- Regina Advento
- Malou Airaudo
- Ruth Amarante
- Rainer Behr
- Andrey Berezin
- Damiano Ottavio Bigi
- Bénédicte Billet
- Ales Cucek
- Clementine Deluy
- Josephine Ann Endicott
- Lutz Förster
- Pablo Aran Gimeno
- Mechthild Großmann
- Silvia Farias Heredia
- Ditta Miranda Jasjfi
- Barbara Kaufmann
- Nayoung Kim
- Daphnis Kokkinos
- Ed Kortlandt
- Eddie Martinez
- Dominique Mercy
- Thusnelda Mercy

## Crítica
"Feia temps que semblava que Wim Wenders tenia encallada la inspiració, però la seva incursió en el món creatiu de Pina Bausch aporta una de les pel·lícules més belles dels últims temps. En l'origen del projecte, el cineasta havia d'establir un diàleg creatiu amb la coreògrafa, però aquesta va morir de manera sobtada fa dos anys. Tanmateix, continua vivíssima la seva obra, ritualista, violenta com a reflex de la societat i sovint habitada per la solitud i la frustració, però també plena de bellesa i d'amor per la vida. L'antic projecte, doncs, va reconvertir-se en un testimoni del llegat de Pina Bausch, de manera que s'hi alternen les paraules de molts dels seus ballarins i col·laboradors amb imatges dels seus espectacles rodades en interiors i exteriors de Wuppertal, la ciutat industrial alemanya on la coreògrafa va establir la residència de la companyia. Els comentaris són un acte de reconeixement a Bausch, però no ho és menys l'amor amb què són ballades i filmades les seves coreografies, entre les quals n'hi ha algunes de tan mítiques com ara la tristíssima Cafe Müller i la seva versió de La consagració de la primavera."
– Imma Merino – El Punt Avui

## Premis i nominacions
- 2011. Guanyadora del Deutscher Filmpreis (Premis del Cinema Alemany) a la catagoria de Millor documental. També va obtenir una nominació a la categoria de Millor direcció, sense guanyar.[10]
- 2011. Guanyadora del Deutscher Dokumentarfilmpreis (Premi Alemany de Documentals de Cinema).
- 2011. Guanyadora del Prix ARTE a la categoria de Millor Documental Europeu.
- 2012. Seleccionada per Alemanya com a candidata als Oscar per a la categoria de millor pel·lícula de parla no anglesa.[11]
- 2012. Nominada al premi Oscar al millor documental.[12]
- 2012. Nominada al premi BAFTA a la millor pel·lícula de parla no anglesa
- 2012. Nominada al premi Gaudí a la millor pel·lícula europea